# Henry Howard, 4:e earl av Carlisle
Henry Howard, 4:e earl av Carlisle, född 1694 i Watford, död 1758 i York. Han var son till Charles Howard, 3:e earl av Carlisle.
Han gifte sig 1717 med Lady Frances Spencer (1696-1742), dotter till Charles Spencer, 3:e earl av Sunderland, och ingick ett andra äktenskap 1743 i London Isabella Byron (1721-1795), dotter till William Byron, 4:e baron Byron.
Henry Howard var parlamentsledamot (whig) 1715-1738. Han blev riddare av Strumpebandsorden 1756. Han är begravd på familjegodset Castle Howard.

## Barn
- Robert Howard, Viscount Morpeth (1725-1743)
- Frederick Howard, 5:e earl av Carlisle (1748-1825) gift med Lady Margaret Caroline Leveson-Gower (1753-1824)